# BMA-Verfahren
Das BMA-Verfahren (Blausäure aus Methan und Ammoniak) ist ein von Degussa (heute: Evonik Degussa) entwickelter Prozess zur Herstellung von Blausäure (HCN), weiter auch Cyanwasserstoff genannt, direkt aus Ammoniak und Methan, ohne dass Sauerstoff verwendet wird. Im Syntheseschritt läuft in diesem Verfahren eine katalytische Dehydrierung ab.

## Geschichte
Nachdem in Laborversuchen in einem beheizten Rohr Ausbeuten um 90 % bezogen auf Ammoniak und Methan erhalten worden waren, gab es erste Ansätze zu einer technischen Realisierung während des Zweiten Weltkrieges bei den Deutschen Kalkstickstoff-Werken in Piesteritz. Die Entwicklung wurde nach 1949 innerhalb der Degussa fortgesetzt, es zeigte sich jedoch, dass die Grundlagen des Verfahrens und die Mittel zu seiner technischen Realisierung überarbeitet werden mussten.
Nach umfangreichen Untersuchungen im Labor unter Leitung von E. Wagner wurde 1951 mit der Erprobung eines gasbeheizten technischen Ofens begonnen. 1954 waren die Arbeiten so weit fortgeschritten, dass eine Pilotanlage mit einer Leistung von 6,5 t/Monat projektiert und aufgestellt werden konnte. Der Ofen dieser Anlage wurde in Zusammenarbeit mit den Firmen Heinrich Koppers GmbH und Wistra Ofenbaugesellschaft mbH erarbeitet. In Dauerversuchen, die sich ununterbrochen über 6 Monate erstreckten, wurden Werkstoffe, Konstruktionselemente und der speziell entwickelte Katalysator eingehend geprüft. Im Frühjahr 1956 wurde eine Anlage mit einer Kapazität von 100 t/Monat geplant und 1957 gebaut und in Betrieb genommen.

## Technische Verwirklichung

Schematische Darstellung einer Anlage nach dem BMA-Verfahren mit den Bestandteilen 1 – Reinigungsturm zur Methanaufbereitung; 2 – Ammoniakverdampfer; 3 – Mischer; 4 – Syntheseofen (Reaktion: Methan + Ammoniak → Cyanwasserstoff + Wasserstoff); 5 – Gaskühler; 6 – Turm zur Reinigung mit Schwefelsäure; 7 – Trennung des Produktgemisches; 8 – Destillationskolonne

Die Degussa AG betreibt die großtechnischen Herstellung von Cyanwasserstoff. Die Anlage besteht aus acht verschiedenen Komponenten. In den ersten beiden Teilen, werden Methan und Ammoniak aufbereitet. In der Reinigungsanlage 1 wird Methan mit Hilfe eines Platin-Katalysators gereinigt. Im Verdampfer 2 wird flüssiges Ammoniak verdampft und dann  im Anlagenteil 3 mit Methangas in einem bestimmten Verhältnis gemischt. Um eine Rußbildung im Syntheseofen zu verhindern, wird üblicherweise ein leichter stöchiometrischer Überschuss an Ammoniak eingestellt.
Dann wird das Gasgemisch im Syntheseofen 4 bei 1.200 °C bis 1.300 °C durch dünne – auf ihrer Innenwand mit einem Platinkatalysator beschichteten –  Keramikröhren geschickt. Innerhalb der Keramikröhrchen findet die endotherme Reaktion statt:

{\displaystyle \mathrm {CH_{4}\ +\ NH_{3}\ \longrightarrow \ HCN\ +\ 3\ H_{2},\ \Delta H_{R}\ =\ 251\ kJ/mol} }

Das Produktgemisch besteht zu ca. 71,8 Vol.- %  aus Wasserstoff, zu 22,9 Vol.-% aus Cyanwasserstoff und zu 2,5 Vol.-% aus überschüssigem Ammoniak. Kleinere Mengen von unverbrauchtem Methan, Kohlenstoffmonoxid und Stickstoff können ebenfalls nachgewiesen werden. Dieses Gemisch wird zuerst im Gaskühler 5 abgekühlt und folgend in Turm 6 mit Schwefelsäure gewaschen, wodurch das überschüssige Ammoniak von den Produkten getrennt wird. Hier findet folgende Reaktion statt:

{\displaystyle \mathrm {2\ NH_{3}+\ H_{2}SO_{4}\longrightarrow (NH_{4})_{2}SO_{4}} }

Anschließend wird in 7 der Cyanwasserstoff vom Wasserstoff getrennt, hier z. B. durch Absorption von HCN in Wasser. Die Blausäure wird in der Destillationskolonne 8 vom Wasser getrennt, wodurch wieder Cyanwasserstoffgas entsteht und aufgefangen werden kann.

Die Ausbeute an Cyanwasserstoff beträgt bezogen auf Methan 90 % und bezogen auf Ammoniak 80 %.

## Varianten
Das BMA-Verfahren ist technisch nur von untergeordneter Bedeutung. Anlagen zu dieser Synthese von Cyanwasserstoff befinden sich in Deutschland, Belgien und den USA (Evonik Degussa) und in der Schweiz (Lonza). Daneben existiert ein Verfahren, bei dem Formamid in Wasser und Blausäure gespalten und bei BASF ausgeübt wird. Zur Herstellung von Blausäure wird überwiegend das Andrussow-Verfahren angewandt, insbesondere bei größeren Mengen. Das Andrussow-Verfahren unterscheidet sich vom BMA-Verfahren darin, dass Sauerstoff in den Reaktor gefahren wird. Die Reaktionswärme für die Bildung von Blausäure wird durch die Verbrennung von Methan (und teilweise von Ammoniak) im Reaktionsgemisch selbst erzeugt, so dass eine Wärmeübertragung nicht erforderlich ist. Des Weiteren fallen größere Mengen an Cyanwasserstoff bei der Synthese von Acrylnitril im Rahmen des Sohio-Prozesses an.